# Résidence universitaire de Fantoft
 (décembre 2022).
- Si vous ne connaissez pas le sujet, laissez ce bandeau (vous pouvez alors contacter les auteurs).
- Si vous supprimez le contenu mis en cause (vous pouvez préalablement contacter les auteurs),

argumentez précisément cette suppression dans la page de discussion
(un manque de référence n'est pas un argument ; une recherche réelle de référence doit avoir été effectuée, être formellement documentée).
La Résidence universitaire de Fantoft (Fantoft Studentboliger, Studentbyen Fantoft ou Fantoft Studentby, cité universitaire en norvégien) est la plus grande résidence universitaire de Bergen et une des plus grandes de Norvège. Elle se trouve dans le village de Fantoft, au sud du centre, dans la vallée de Bergen.
Les bâtiments datent de 1968, les architectes sont Jørgen Djurhuus, Erik Dogger et Erik Fersum. Les différentes configurations de chambres et de salles communes peuvent accueillir 1300 étudiants mais la résidence accueille aussi des réfugiés. En septembre 2007, 600 étudiants étrangers de 80 nationalités y séjournaient, les étudiants locaux étant très minoritaires. Un complexe sportif avec sauna et mur d'escalade, un catering[Quoi ?] ainsi qu'un night-club et un supermarché se trouvent au pied des immeubles. D'un aspect extérieur peu plaisant, Fantoft Studentby a des intérieurs bien aménagés et est régulièrement entretenu. La résidence est par ailleurs dotée d'un puissant réseau câblé, ADSL et téléphonique interne.
L'architecture est d'inspiration Le Corbusier tout comme le système de « rues-étages » rendu célèbre par l'Unité d'habitation de Firminy-Vert. 
Dans les années 1980, Joseph Luns, le secrétaire général de l'OTAN, donnant une conférence à Fantoft, s'est exclamé « Have I come to a prison? » en raison de la massivité et de l'austérité des blocs, qui se trouvaient à l'époque au milieu de champs.
La résidence se trouve tout près du fjord de Nordås et à quelques centaines de mètres de la Stavkirke de Fantoft. Pendant la Seconde Guerre mondiale elle était surplombée d'une batterie anti-aérienne allemande.

## Sources
- Over Bergen over Tid, Dialogen, Bergen 2004.

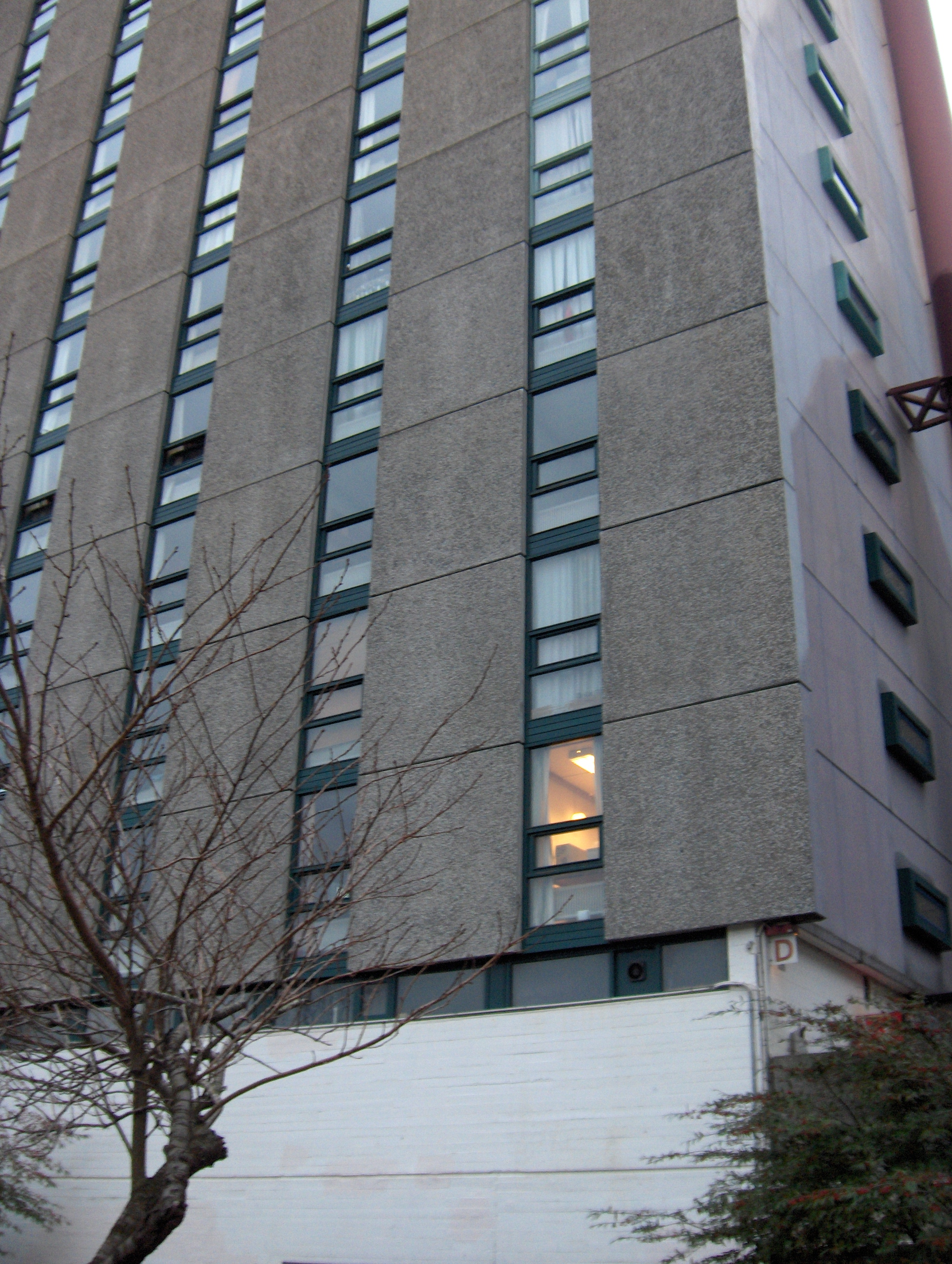
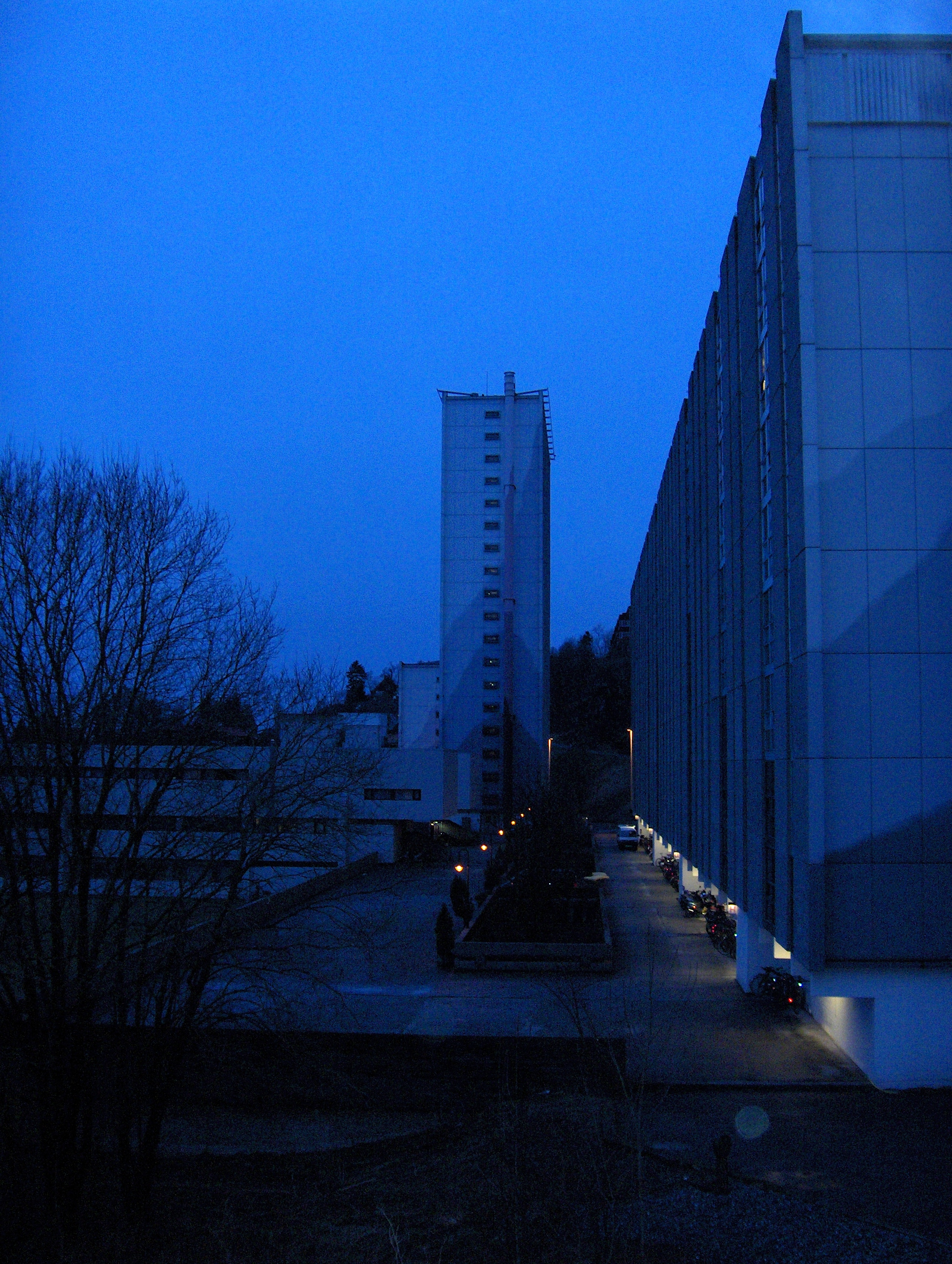
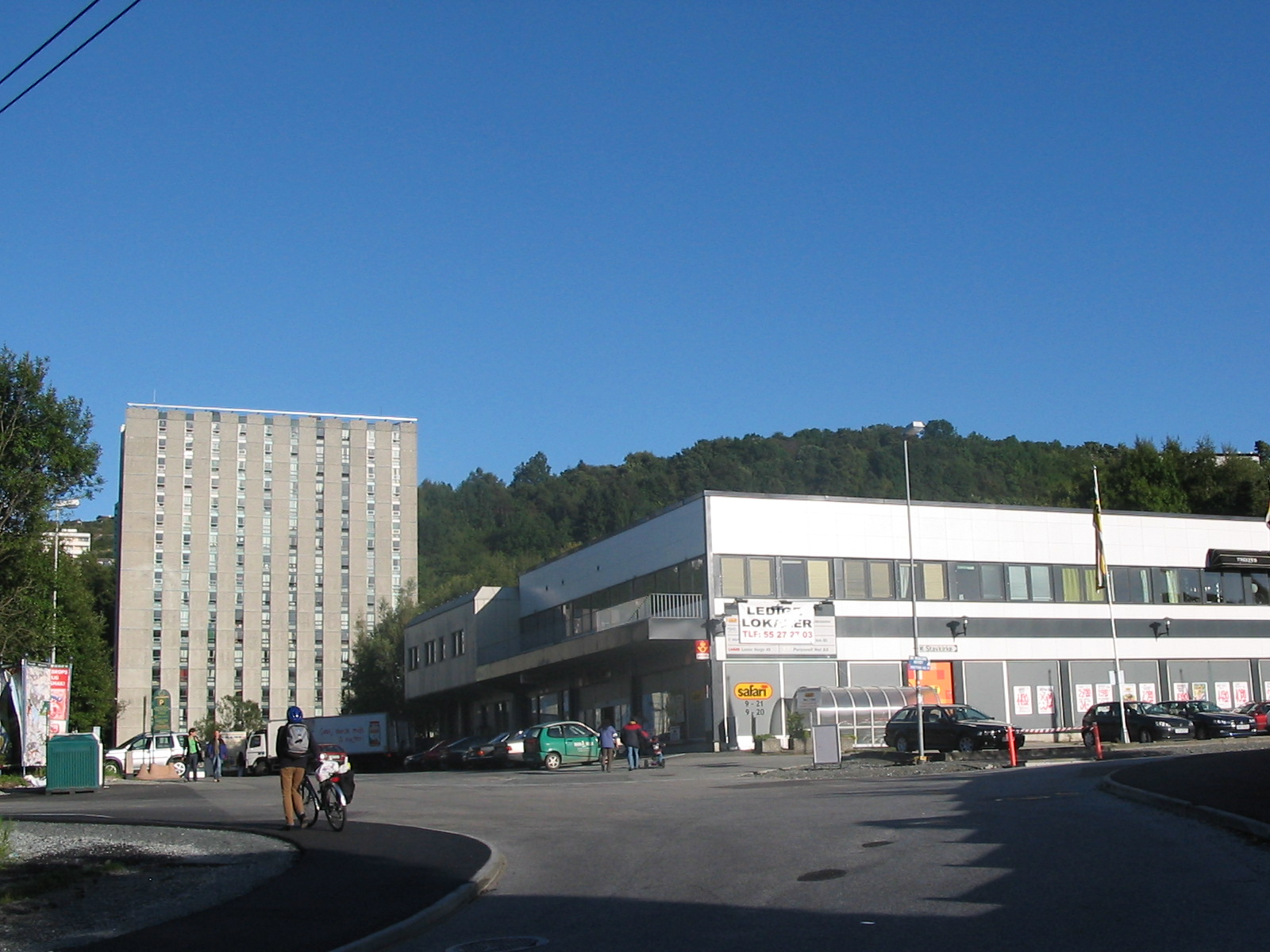
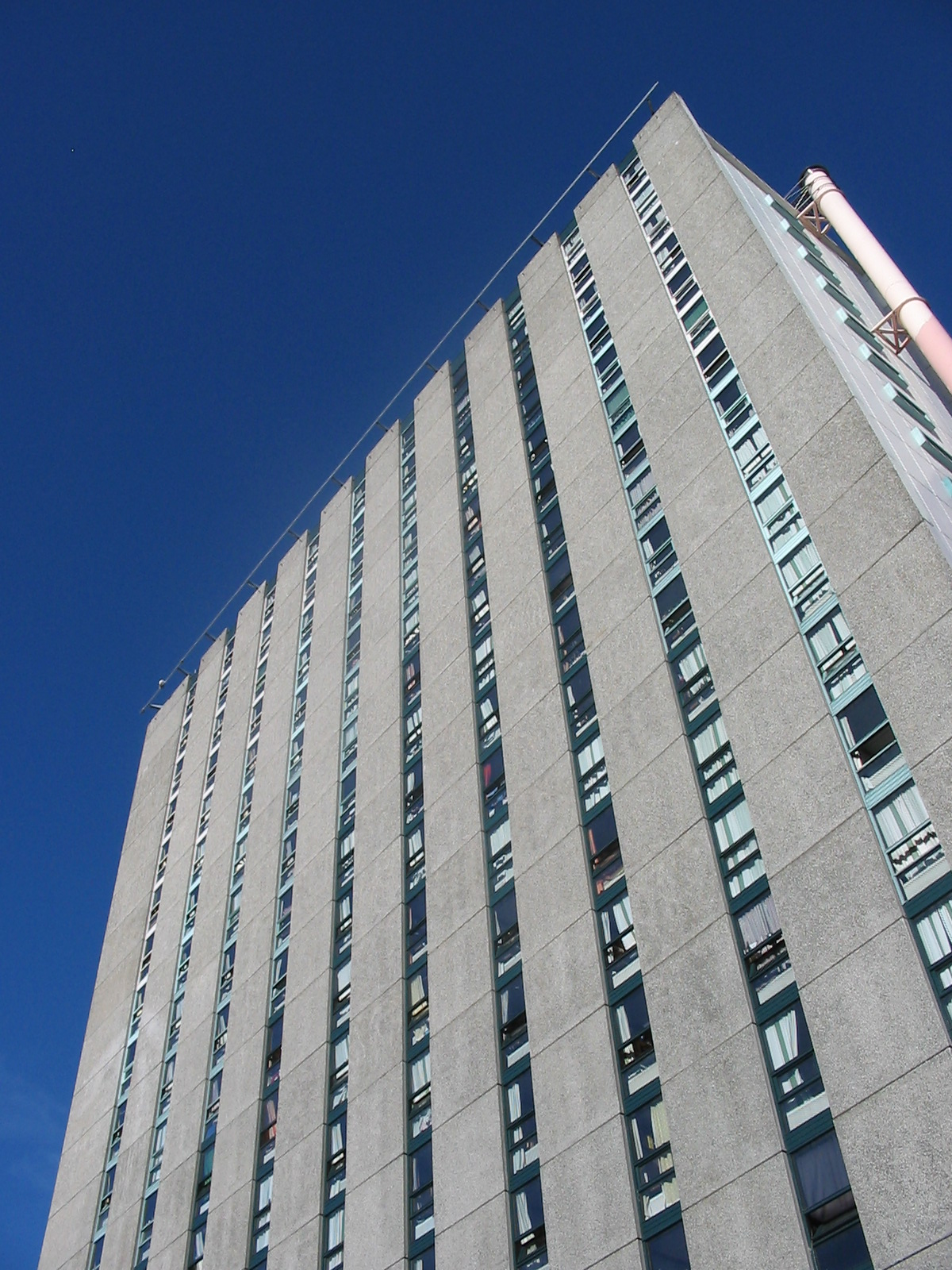
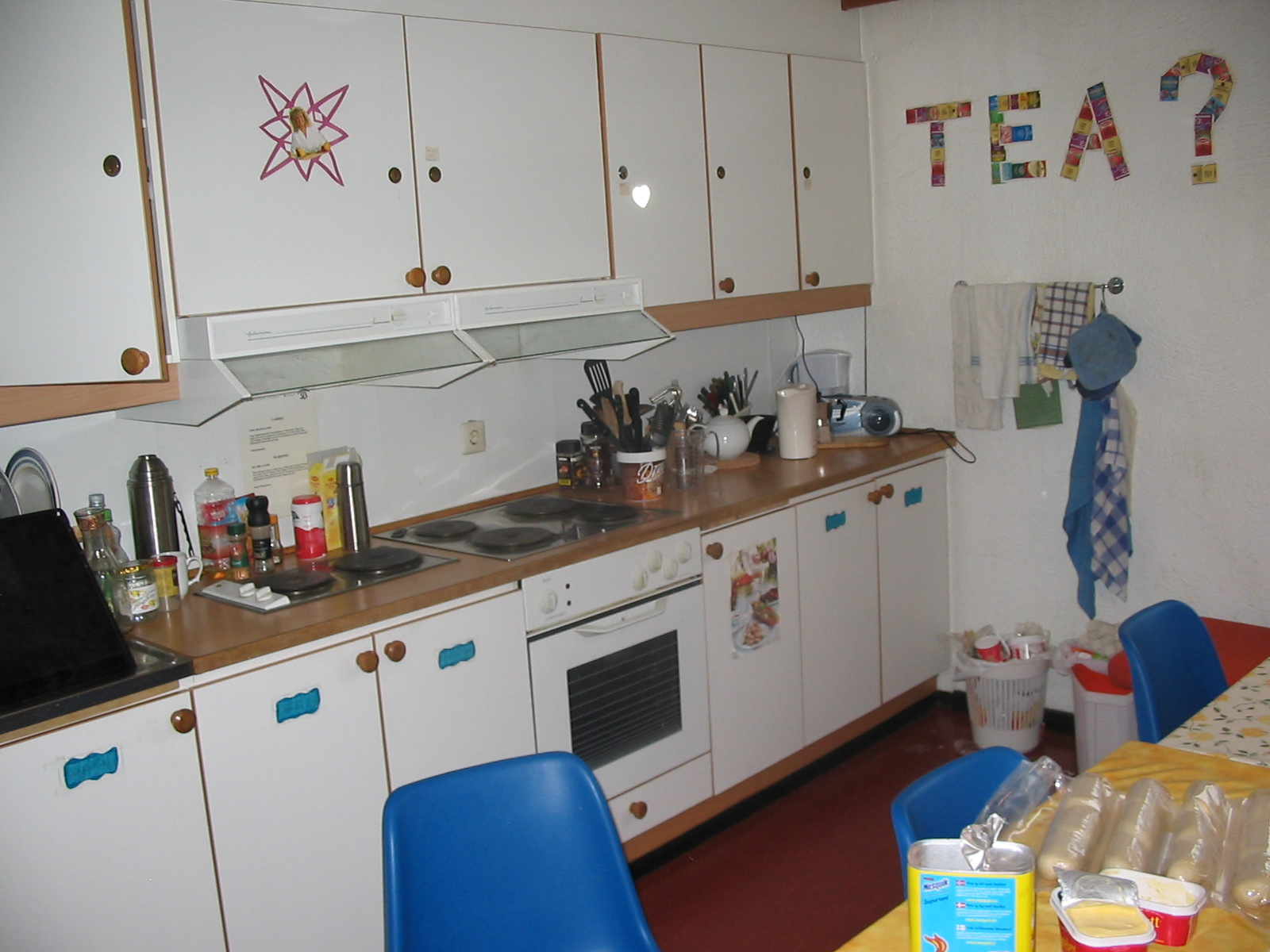
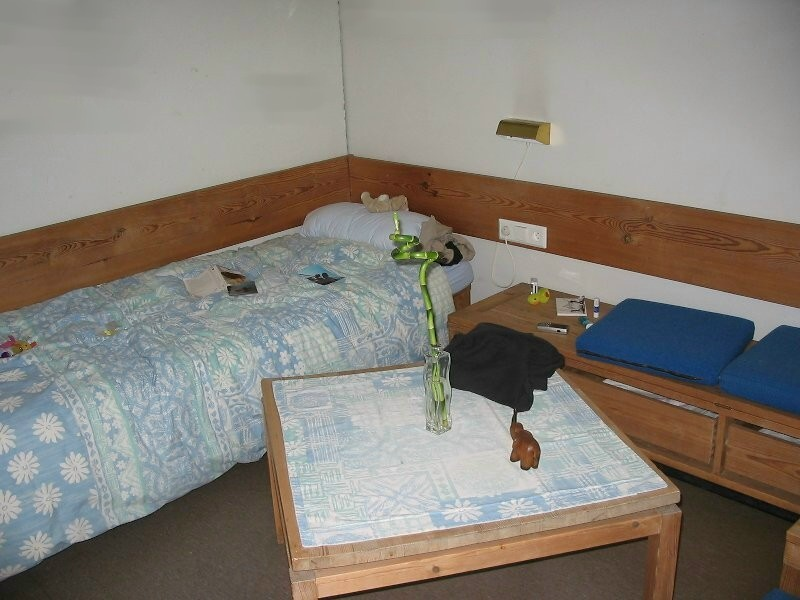
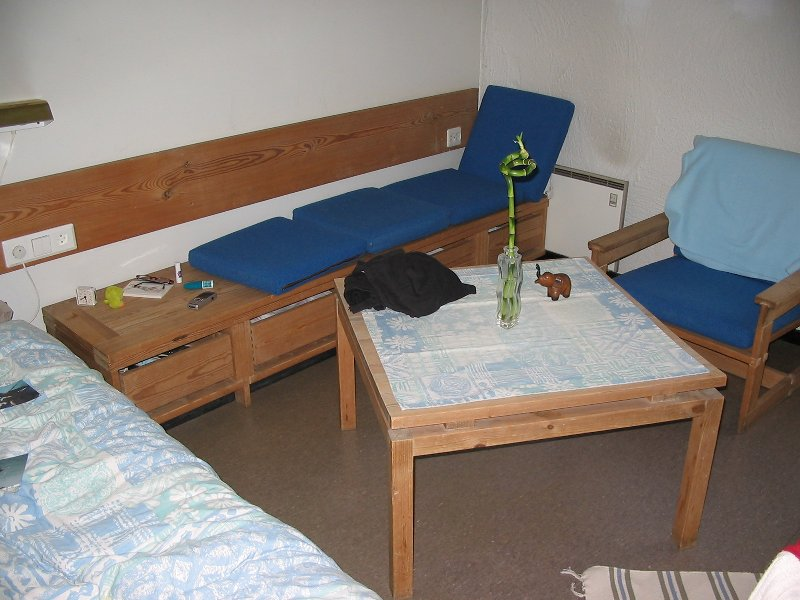
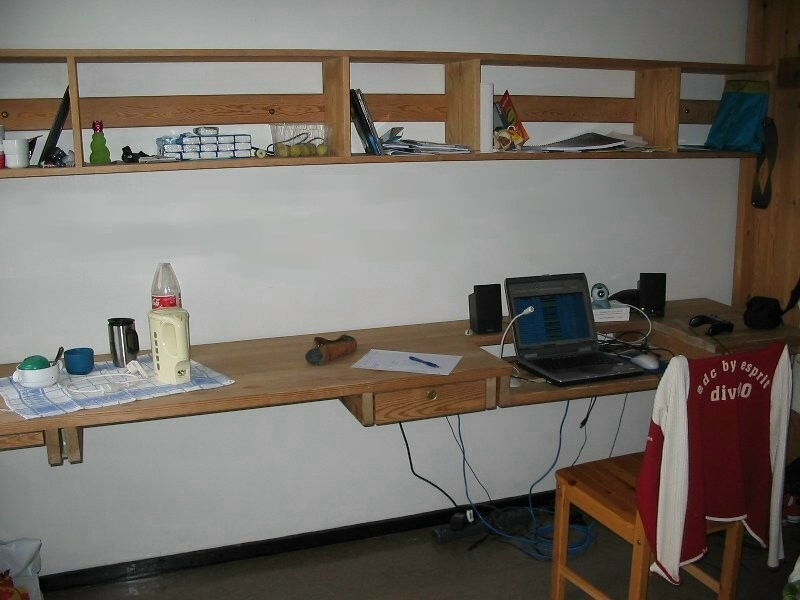
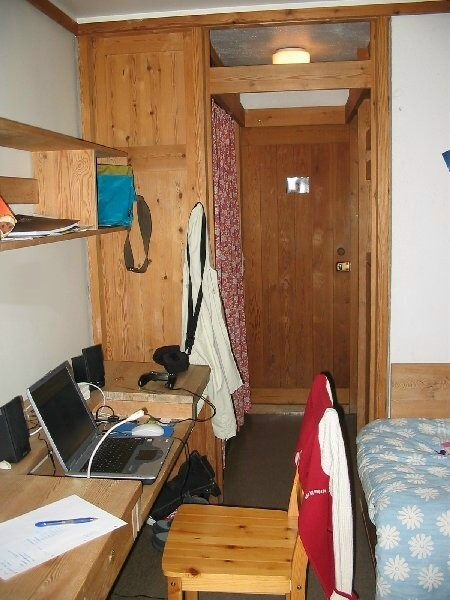